# Emile Blondel
Emile Blondel (1994) es un deportista francés que compite en duatlón. Ganó dos medallas en el Campeonato Mundial de Duatlón de Larga Distancia, plata en 2023 y oro en 2024, y una medalla de bronce en el Campeonato Europeo de Duatlón de Media Distancia de 2024.

## Palmarés internacional
| Campeonato Mundial | Campeonato Mundial | Campeonato Mundial | Campeonato Mundial |
| Año                | Lugar              | Medalla            | Prueba             |
| ------------------ | ------------------ | ------------------ | ------------------ |
| 2023               | Zofingen (Suiza)   | Medalla de plata   | Individual         |
| 2024               | Zofingen (Suiza)   | Medalla de oro     | Individual         |

| Campeonato Europeo | Campeonato Europeo | Campeonato Europeo | Campeonato Europeo |
| Año                | Lugar              | Medalla            | Prueba             |
| ------------------ | ------------------ | ------------------ | ------------------ |
| 2024               | Alsdorf (Alemania) | Medalla de bronce  | Individual         |